# Atletismo nos Jogos Pan-Americanos de 1971 - Salto triplo masculino
A prova do salto triplo masculino nos Jogos Pan-Americanos de 1971 foi realizada em Cali, Colômbia.

## Medalhistas
| Ouro                 | Prata                       | Bronze                        |
| Pedro Perez CUB Cuba | Nelson Prudêncio BRA Brasil | John Craft USA Estados Unidos |

## Resultados
| Posição           | Nome             | Nacionalidade      | Marca | Notas |
| ----------------- | ---------------- | ------------------ | ----- | ----- |
| Medalha de ouro   | Pedro Perez      | CUB Cuba           | 17.40 |       |
| Medalha de prata  | Nelson Prudêncio | BRA Brasil         | 16.82 |       |
| Medalha de bronze | John Craft       | USA Estados Unidos | 16.32 |       |
| 4                 | Juan Velázquez   | CUB Cuba           | 16.03 |       |
| 5                 | Tim Barrett      | BAH Bahamas        | 15.57 |       |
| 6                 | Manuel Gutiérrez | COL Colômbia       | 15.03 |       |
| 7                 | Luiz de Souza    | BRA Brasil         | 14.83 |       |
| 8                 | Jaime Pautt      | COL Colômbia       | 14.27 |       |